# 白髪富士子
白髪 富士子（しらが ふじこ、1928年 - 2015年1月）は、日本の前衛美術家。前衛美術グループ「具体美術協会」の初期メンバーとして1955年から1961年まで活動。その後は同じ美術家の夫・白髪一雄の仕事を支えた。大阪府大阪市出身。

## 略歴
大阪府大阪市に生まれる。旧姓、植村。大阪府立大手前高等女学校（現・大阪府立大手前高等学校）では絵画部に所属し、絵を描くことに親しむ。卒業後は京都に転居し、母が営む編み物教室を手伝う。1948年、20歳の時に、京都市立絵画専門学校在学中の白髪一雄と見合いのうえ結婚。翌年、長男を出産。
一雄の絵画制作を間近に見るうちに自身も創作に目覚め、作品制作を始める。1952年、一雄が「新制作派協会」の村上三郎、金山明、田中敦子ら、過激な作品を発表していた若手作家たちとともに「0会」を結成、これに白髪も参加する。1955年、吉原治良が中心となって前年に設立された「具体美術協会」から合流の誘いを受け、白髪は夫に続いて会員となった。
同1955年7月、吉原治良発案の「真夏の太陽にいどむモダンアート野外実験展」（芦屋川畔芦屋公園）に参加。白く塗った細長い板を、縦に水の流れた跡のように二分割して、隙間を空けて斜めに立て掛けた作品『白い板』を出品する。同年10月の「第1回具体美術展」（東京、小原会館）では、和紙だけを素材に、折れ目やシワ、亀裂などの表情を加えた作品を発表。その後も、和紙の皺や破れを画面全体に表現した作品や、和紙を何層にもコラージュして破り、ガラスの破片を貼り付けた作品など、和紙のもつ質感の柔らかさと、破った跡やガラスの破片による暴力性の対称が際立つ作品を発表した。「人のまねをするな」と吉原が指導した「具体美術協会」において、色彩や形の新奇さを追求するのではなく、手を加えることで無限に変化する、ありふれた身近な素材の可能性に着目したことが特徴として挙げられる。
やがて一雄の国際的評価が高まり多忙となったことを受け、白髪は創作の衝動を「かなぐり捨て」、夫の活動の補佐に専念することを決める。1961年「第10回具体展」を最後に制作活動を休止。一雄の代名詞として知られる「フット・ペインティング」では、一雄が天井から吊るしたロープにつかまり、絵の具を盛ったキャンバスに足を滑らせて描く際、白髪が絵の具を差し出すなど協働して制作していた。
「具体」の再評価に伴い、1980年代以降の国内外の同グループ回顧展にしばしば旧作が出品された。2015年1月に死去。